# Monkwearmouth
Monkwearmouth è una zona della città britannica di Sunderland, nella contea del Tyne and Wear. Si estende lungo la riva settentrionale della foce del fiume Wear. 
Era uno dei tre insediamenti originari sorti sulle rive del Wear insieme a Bishopwearmouth e Sunderland, in una regione un tempo nota per le sue attività di costruzione navale e di estrazione del carbone. Attualmente ospita il campus dell'Università di Sunderland e il National Glass Centre. È sede di tre chiese della Chiesa d'Inghilterra, nella parrocchia di Monkwearmouth.
Il quartiere di Monkwearmouth va da Wearmouth Bridge fino all'estremità del porto, sulla riva settentrionale del fiume Wear, ed è uno dei più antichi di Sunderland.
L'ex stazione ferroviaria, chiusa nel 1968 durante la cosiddetta Beeching Axe (la ristrutturazione delle ferrovie britanniche), è ora sede del Museo della stazione di Monkwearmouth e ospita una biglietteria restaurata del periodo edoardiano. Dal 2002 Monkwearmouth è nuovamente servita da una linea ferroviaria, tramite una stazione della metropolitana Tyne and Wear, a poche centinaia di metri a sud della vecchia stazione.
Il quartiere ospita inoltre lo Stadium of Light, impianto inaugurato nel luglio 1997 e sede delle partite casalinghe della squadra di calcio del Sunderland.